# Angelo Neumann

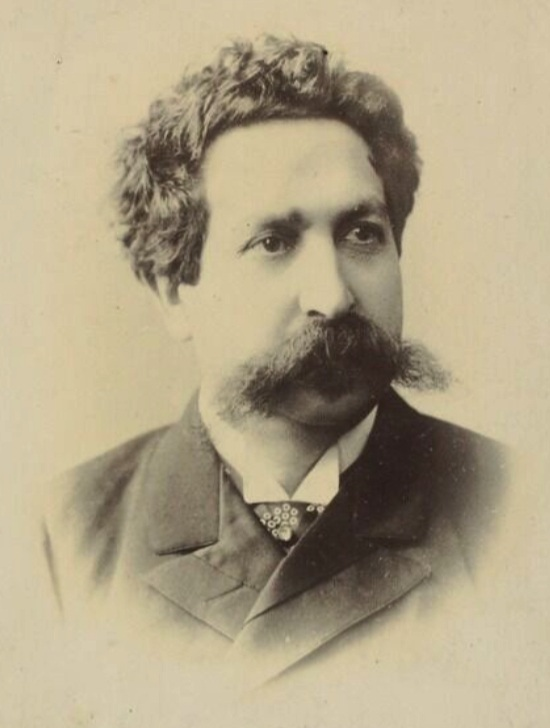
Angelo Neumann.

Angelo Neumann, född den 18 augusti 1838 i Wien, död den 20 december 1910 i Prag, var en österrikisk teaterledare.
Neumann var 1859–1876 tenorist mestadels vid Wiens hovopera och 1876–1882 operadirektör vid stadsteatern i Leipzig, där han började sitt betydelsefulla värv som främjare av Richard Wagners senare musikdramers segertåg i Tyskland och andra länder. Han upptog där Nibelungentetralogin med utmärkt inscenering och rollbesättning samt företog 1881–1882 med sin operatrupp gästturnéer till Berlin, London, Belgien, Holland, Schweiz, Österrike och Italien, senare (1889) till Ryssland. Neumann blev 1883 operadirektör i Bremen och 1885 vid nationalteatern i Prag, där han införde "majfestspel", som ledde till efterföljd i andra musikstäder. Han ägde en märklig förmåga att upptäcka sångarkrafter och utbilda goda kapellmästare. Neumann författade Erinnerungen an Richard Wagner (1907).